# Rhacophorus bimaculatus
Rhacophorus bimaculatus är en groddjursart som först beskrevs av Peters 1867.  Rhacophorus bimaculatus ingår i släktet Rhacophorus och familjen trädgrodor. IUCN kategoriserar arten globalt som sårbar. Inga underarter finns listade i Catalogue of Life.